# درگاهی‌شاه
درگاهی‌شاه (به انگلیسی: Dargahi Shah) یک روستا در پاکستان است که در پنجاب واقع شده‌است.